# Livres de jostice et de plet
Li Livres de Jostice et de Plet (en français moderne : « Le Livre de Justice et de Plaid ») est un traité juridique anonyme de la fin du XIIIe siècle rédigé en ancien français, et conservé sous la forme d'un manuscrit à la Bibliothèque nationale de France (fonds français, no 8407-3).

## Description
Le contenu de cet ouvrage est le suivant :
- un livre préliminaire contenant un ancien texte de l'ordonnance royale de 1254 Sur la réformation des mœurs ainsi que les textes qui font la matière (avec quelques variantes) des § 1-7 du livre I des Établissements de saint Louis ;
- vingt livres qui forment le corps du traité et qui sont constitués d'une série (parfois d'un mélange) d'extraits traduits du Digeste (la partie du Corpus juris civilis consacrée à la doctrine), de la compilation de Décrétales promulguée en 1234 par le pape Grégoire IX (droit canonique), et des coutumes de l'Orléanais (l'Usage d'Orlenois qui est aussi le fondement principal du livre II des Établissements de saint Louis).

Les trois composantes de ces vingt livres s'y trouvent dans la proportion suivante : sur 342 titres, 195 sont une traduction, souvent très libre, de titres du Digeste ; 96 titres, pour la plupart très courts, sont des dispositions du droit coutumier ; 31 titres viennent du recueil des Décrétales de Grégoire IX ; 20 titres (et quelques paragraphes) sont de source incertaine. Sous le rapport de la longueur, le droit romain est le plus présent, suivi du droit canonique, et en troisième position le droit coutumier. D'autre part, l'ordre des matières lui-même est emprunté au Digeste (48 livres de celui-ci étant réduits à 19, l'avant-dernier livre n'ayant pas de correspondance dans le Digeste), et la division en trois du Digeste introduite par les « glossateurs » de Bologne (Digestum vetus, Infortiatum, Digestum novum) est explicitement mentionnée.
Cependant l'ouvrage ne se présente pas formellement comme une compilation de droit romain et de droit canon : les traductions qui en sont faites sont souvent très libres, avec des adaptations parfois radicales aux réalités françaises du temps, et les références au droit romain étant gommées les prescriptions sont fondues dans le droit coutumier et souvent présentées comme en dérivant. Entre autres les mots latins institutionnels prætor, præses, senator, provincia, imperator, theatrum, etc., sont transposés par bailli, prévôt, seigneur, pays, terre, roi, reine, moustier, etc. ; les décisions des juristes romains (Ulpien, Sextus Pomponius, Florentinus...) sont attribuées à des baillis français du XIIIe siècle (Geoffroy de La Chapelle, Renaut de Tricort, Jean Monoyer...). Pour le droit canonique, les références sont généralement explicites, mais les prescriptions sont parfois détournées (du domaine ecclésiastique au domaine civil) et leur sens forcé.
L'ouvrage ne forme pas un ensemble complet de constitution juridique : le droit civil concernant le mariage, la propriété, les conventions, etc., est le plus développé ; certaines dispositions sont relatives au personnel administratif des communes et au droit criminel ; quelques brefs passages seulement sont consacrés au droit politique et au droit féodal. Le point de vue de l'auteur est uniquement celui du droit abstrait, et il paraît étranger à toute notion de procédure judiciaire concrète.
Le Livres de jostice et de plet est anonyme. Les indices internes du texte imposent l'idée qu'il a été composé dans le milieu des écoles de droit romain d'Orléans (fondées à partir de 1235 grâce à une autorisation du pape Grégoire IX). L'auteur était sans doute un étudiant de ces écoles (dont les docteurs de l'époque sont appelés les « postglossateurs »). Quant à la date d'achèvement de la compilation, elle est postérieure à 1260, année de l'ordonnance sur les duels judiciaires mentionnée dans le livre préliminaire ; d'autre part, l'auteur déclare avoir lui-même entendu prononcer un jugement rendu en 1255 (Jean de Blois-Châtillon attaquant le testament de la comtesse Élisabeth de Chartres). Le roi est appelé Louis, et l'achèvement de l'ouvrage doit de toute façon être antérieur à la mort de saint Louis (août 1270).

## Édition critique
- Pierre-Nicolas Rapetti (éd.), Li Livres de Jostice et de Plet (avec glossaire de Polycarpe Chabaille), Paris, Firmin-Didot, 1850 [d'après les travaux d'Henri Klimrath], lire en ligne.